# Trox sugayai
Trox sugayai är en skalbaggsart som beskrevs av Masumoto och Kiuchi 1995. Trox sugayai ingår i släktet Trox och familjen knotbaggar. Inga underarter finns listade i Catalogue of Life.